# Paweł Słomka
Paweł Słomka (ur. 1967) – polski siatkarz. Wieloletni zawodnik Czarnych Radom, z którymi wywalczył Puchar Polski w 1999, a sam został uznany za najlepszego libero tego turnieju. W 2000 w Pucharze Europy Zdobywców Pucharu z radomskim WKS-em zajął 6. miejsce w grupie półfinałowej.